# Samir Said
Samir Said (àrab: سمير سعيد)  (Kuwait, 5 de novembre de 1963 - Kuwait, 15 d'abril de 2012) és un exfutbolista kuwaitià de la dècada de 1980.
Fou internacional amb la selecció de futbol de Kuwait amb la qual participà a la Copa Asiàtica de 1984. Pel que fa a clubs, destacà a Al-Arabi SC. Va morir l'any 2012 en un accident de trànsit.